# Nasser Ramdane Ferradj
Nasser Ramdane Ferradj est un militant politique et antiraciste français né le 16 février 1972 à Nanterre et mort le 20 avril 2021 à Noisy-le-Sec.

## Biographie
Ses grands-parents sont arrivés en France en 1959. Né d'un père épicier et d'une mère assistante maternelle, il passe son enfance à Nanterre (Hauts-de-Seine) avec ses trois frères.
En 1986, il s'engage dans la lutte contre le projet de loi Devaquet puis adhère en 1988 à SOS Racisme. La même année, il devient permanent de la Fédération indépendante et démocratique lycéenne (FIDL) aux côtés de Carine Seiler et Delphine Batho. Proche de Julien Dray, qui s'oppose alors Lionel Jospin et Michel Rocard au sein du PS, il est la figure du mouvement lycéen de 1990 qui réclame au gouvernement Rocard plus de moyens. Désireux d'affaiblir son Premier ministre, le président de la République François Mitterrand accueille à l'Élysée une délégation menée par Nasser Ramdane. Le mouvement obtient un plan d’urgence pour les lycées, doté d’une enveloppe de 4,5 milliards de francs et la formalisation de droits pour les lycéens avec la création des Conseils de Vie Lycéenne et l’apparition des droits de réunion, d’affichage, de publication et d’association dans les lycées. 
Il crée ensuite l'Organisation des banlieues unies (OBU), association dans l'orbite de SOS Racisme et dont il devient vice-président en 1995. À l'instigation de Fodé Sylla, qui avait rejoint en 1999 la liste Bouge l'Europe initiée par le PCF, il rejoint ce parti en l'an 2000 mais le quittera en 2003. Après le départ de Fodé Sylla de ses fonctions de président de SOS Racisme, Nasser Ramdane brigue la présidence mais est battu par Malek Boutih.
Il revient militer au PS à Noisy-le-Sec (Seine-Saint-Denis) et participe à la victoire de ce parti aux élections municipales de 2008, étant maire-adjoint jusqu'en 2010, année où des élections anticipées sont remportées par la droite. Resté militant de SOS Racisme, il était depuis les attentats de 2015 une voie de l'antiracisme « universaliste ». Il crée le Collectif des Musulmans progressistes et laïques. Invité sur la chaine conservatrice CNews en 2019, il quitte finalement le plateau en appelant à boycotter l'antenne.
Il meurt le 20 avril 2021. Le président de SOS Racisme Dominique Sopo lui rend un vif hommage : « Ces dernières années, Nasser fut passionné par les questions de la laïcité, aussi bien pour la défendre contre les intégristes que pour en dénoncer le dévoiement chez celles et ceux qui l’utilisaient pour masquer ce racisme antiarabe qu’il ne supportait évidemment pas ».